# SRAM (ciclismo)
SRAM Corporation es una empresa estadounidense fabricante de componentes para bicicletas. Su sede se encuentra en Chicago, en el estado de Illinois. La sede europea se encuentra en los Países Bajos, y la de los países de Asia en Taiwán. SRAM fue creada en 1987 (Hace 38 años), y su nombre es un acrónimo de los nombres de sus tres fundadores Scott, Ray y Sam.
La firma es conocida por producir componentes para la práctica del ciclismo, incluyendo algunos desarrollados por la propia firma como el Grip Shift (cambio rápido), el doble toque, los cambios 1x11 especiales para montaña y carretera, y el exclusivo cambio electrónico inalámbrico, llamado SRAM Red eTap.
La compañía creció orgánicamente tras sucesivas adquisiciones, convirtiéndose en uno de los grupos con productos de alta gama más importantes del mundo, vendiendo bajo las marcas SRAM, Avid, RockShox, Truvativ, Quarq y Zipp. Sus componentes son de manufacturación propia, en fábricas localizadas en Portugal, Taiwán, China y en EE. UU, distribuidos y vendidos como fabricante de equipos originales y componentes para complementar los ya existentes globalmente en la alta gama. La facturación anual de la empresa ronda los 200 millones de dólares, lo que la confirma como la tercera entidad más importantes del sector, por detrás de Shimano y Campagnolo.
Empresas adquiridas por SRAM en los últimos años: 
- En 1997, Mannesmann Sachs AG (anteriormente Fichtel & Sachs AG), División de cambios internos de bicicletas de la empresa alemana.
- En 2002 RockShox, el entonces líder mundial en la tecnología de suspensión de horquillas y amortiguadores.
- En 2004 Avid, fabricante de EE. UU. de llantas y sistemas de frenos de disco.
- En 2004 Truvativ, fabricante estadounidense–taiwanés de ejes de pedalier y bielas.
- En 2007 Zipp, fabricante de ruedas de fibra de carbono.

## Historia
Una vez puesta en marcha la compañía, SRAM introdujo el Grip Shift (o cambio rápido) un método de cambio trasero y una tecnología en el mercado de la bicicleta de carretera en 1998. Esta tecnología fue adaptada en las bicicletas de montaña en 1991.
En 1990, la compañía demandó a Shimano por prácticas de empresa inapropiadas, anunciando que Shimano ofreció, en efecto, un 10% de descuento a los fabricantes de bicicletas por incluir las transmisiones de Shimano, y algunas compañías en la altamente competitiva industria estaban tratando de obtener un descuento similar para montar los componentes de Grip Shift. SRAM recibió una compensación extrajudicial de Shimano en 1991. La principal consecuencia de este acuerdo fue que todos los competidores de Shimano ganaron el derecho de competir con el fabricante de equipos originales de componentes de bicicletas en su lucrativo negocio.
Los años después de que el asentamiento de Shimano fuese marcado por un espectacular crecimiento de la compañía, también se incrementaron las ventas de manera muy notable y añadió otras compañías a su portafolio. SRAM es un ejemplo de una reciente tendencia en el segmento de componentes de la industria de las bicicletas, cuando las compañías comenzaron a organizar sus ventas a través de “puntos comerciales integrales”, en los que las marcas de bicicletas abastecen todas o casi todas las partes necesarias para crear una bicicleta completa. SRAM ahora incorpora las antiguas divisiones de bicicletas de Fichtel y Sachs, Sachs-Huret, y recientemente adquirió los creadores de los componentes RockShox, Avid, Truvativ, Zipp, y QUARQ (véase la información que figura más adelante).
En 1994, SRAM introdujo su primer cambio trasero de bicicleta de montaña, denominado “ESP”, que desatascaba por su cable de accionamiento 1:1 resistente a la suciedad. El nuevo cambio era compatible con los cambios manuales. Este fue un primer paso crítico de SRAM hacia la producción de un cambio completamente sistematizado. En 1997, la compañía estuvo lista para hacer su primera adquisición, Sachs, adquiriendo un grupo de ingenieros y metalúrgicos experimentados, incluyendo su exitosa línea de cadenas.
SRAM creó su primer cambió trasero, el "X.O", en 2001. Fue un completo rediseño de los cambios “ESP”, aunque sigue comercializando su sistema para sustituir cables antiguos o dañados. Hechos de aluminio forjado, la primera introducción de la gama alta de cambios marcó un giro importante en los grupos de cambios en las bicicletas de montaña. La introducción del XC también marcó la aparición del primer cambio manual en el que estaba disponible como opción el cambio del tren de engranajes trasero.
En 2002, SRAM adquirió un fabricante de suspensiones, Rock Shox. Al borde de la bancarrota el año anterior al de su adquisición, Rock Shox experimentó un cambio drástico. Mejoró la calidad de sus productos y los tiempos de entrega, y la compañía volvió a destacar en el mercado de bicicletas de montaña de gama alta. En 2005, SRAM desarrolló una nueva tecnología de amortiguador de horquilla denominada "Motion Control" que permite controlar la compresión a baja velocidad y el amortiguado, además de proporcionar la capacidad de estabilizar la suspensión. Motion Control fue un éxito en el mercado y Rock Shox continúa utilizando variantes del amortiguador Motion Control en modelos selectos.

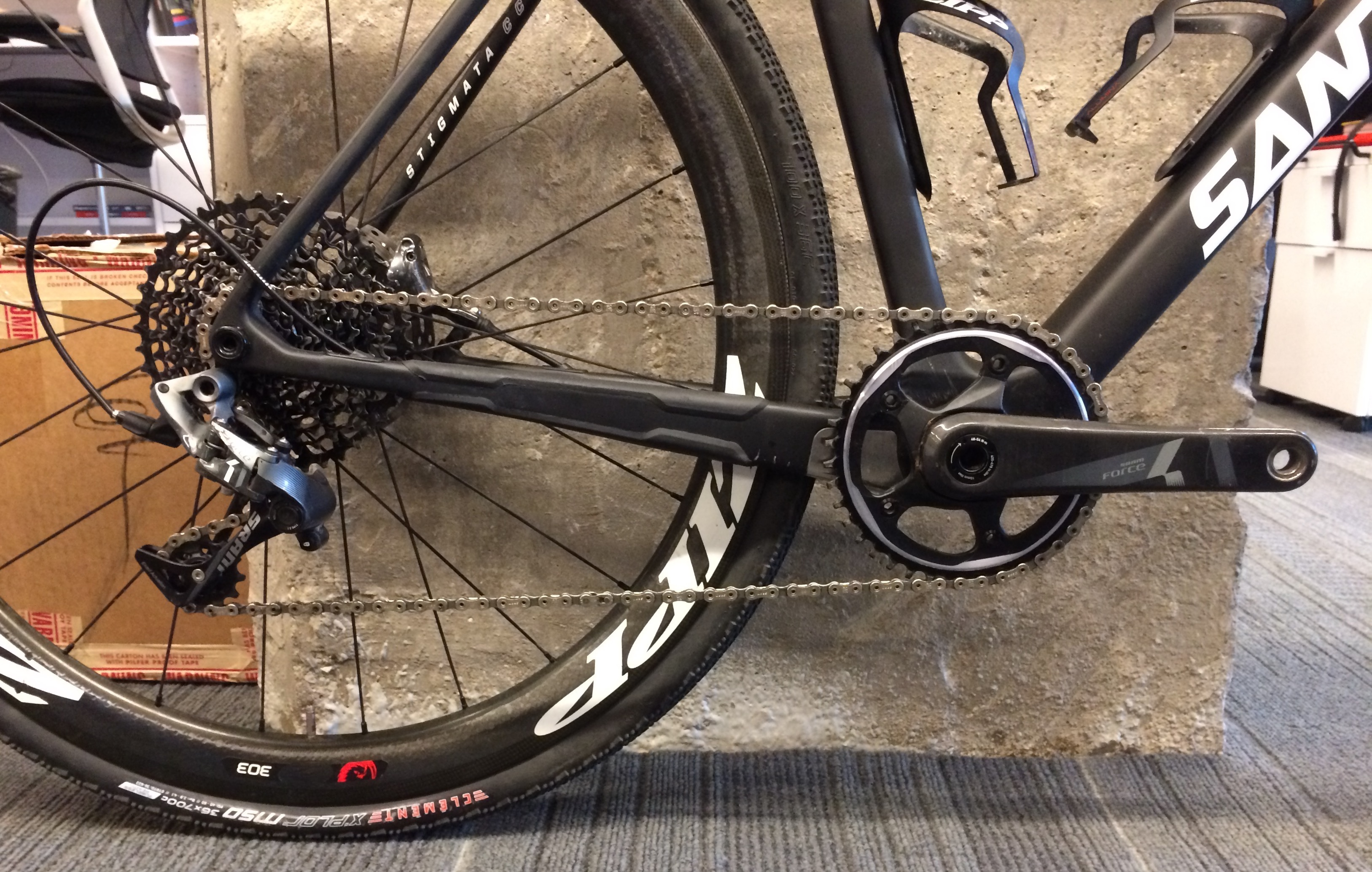
Cambio SRAM Force 1, con un conjunto de coronas 10-42.

Avid fue la siguiente adquisición de SRAM en la primavera de 2004. Avid producía los populares frenos de disco hidráulicos y proporcionó a SRAM un medio más para competir con Shimano. Ese mismo año, SRAM compró Truvativ, un fabricante de pedales, soportes inferiores y cadenas con base en San Luis Obispo, California. Con Truvativ como parte del grupo SRAM, la compañía finalmente podría vender un paquete completo de transmisión a sus clientes.
Aunque SRAM comenzó como un fabricante de cambios de bicicleta de carretera, la compañía había dejado en gran medida el mercado de la carretera en 1993 a favor del mercado de bicis de montaña de rápido crecimiento. Para el año 2004, SRAM planificó un regreso a la carretera y comenzó el desarrollo de una nueva gama de carretera denominada Force, que introdujo en el mercado en 2006. Las Force participaron en el Tour de Francia por primera vez al año siguiente. El grupo hizo uso de una nueva tecnología propia de cambio, conocido como DoubleTap. Esta tecnología permite que el ciclista cambie el desviador en ambas direcciones usando una sola palanca del cambio.

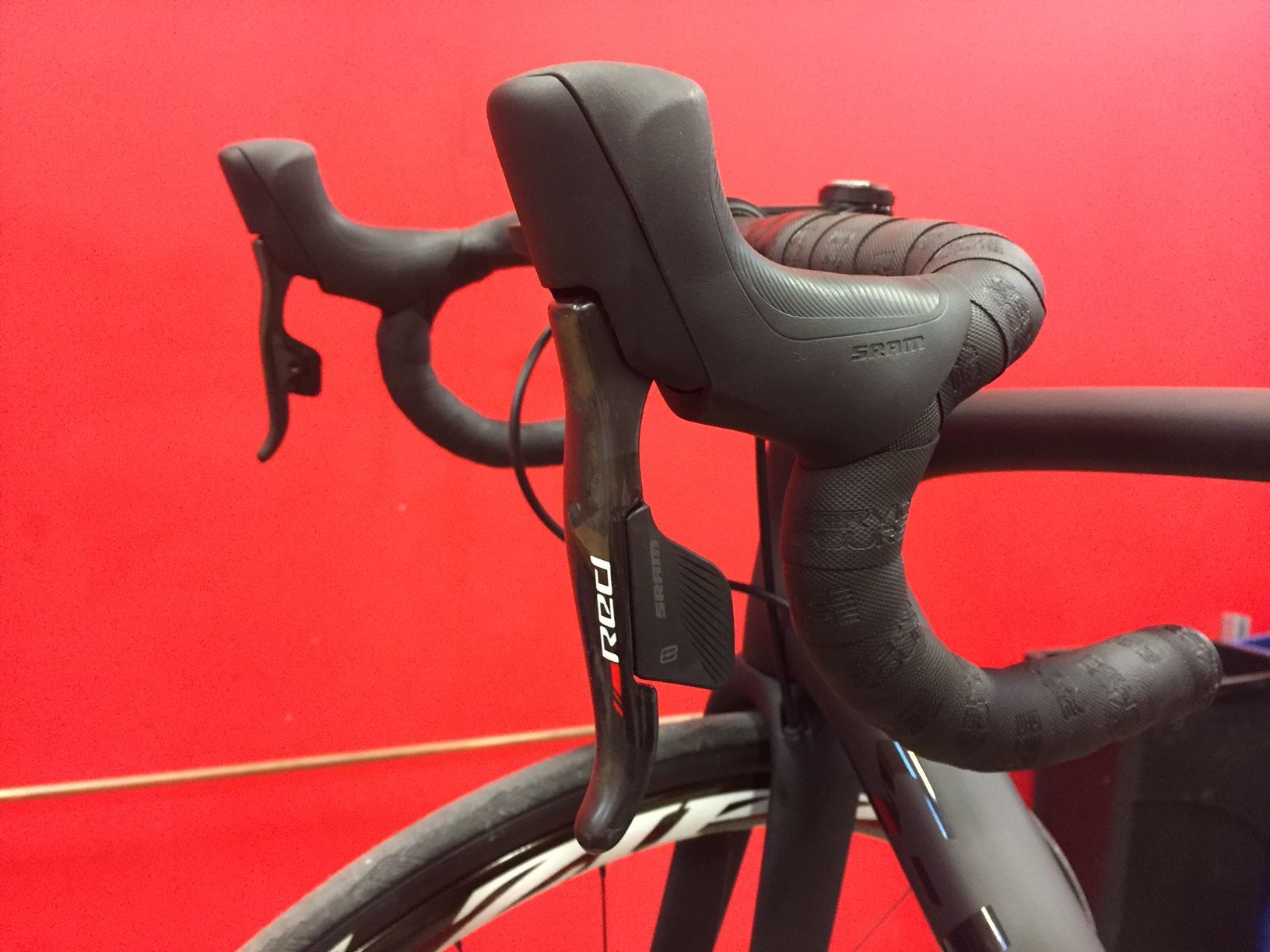
SRAM RED eTap HRD Levers (2017)

A finales de 2007, SRAM realizó otra adquisición, Zipp, para completar su cartera de componentes. La adquisición de Zipp trajo consigo la fabricación en fibra de carbono, particularmente de ruedas.
En 2008, SRAM presentó una nueva gama de bicicletas de carretera premium, SRAM RED. La adquisición más reciente de SRAM fue la del fabricante de medidores de energía, Quarq. Esta adquisición tuvo lugar en 2011. Para el año 2012, SRAM había incorporado medidores de potencia en sus bicicletas de carretera RED. También en 2012 SRAM introdujo la gama amplia 1x11 cambio de bicicleta de montaña con su grupo XX1. El nuevo grupo utilizaba un casete de 10-42 y un plato único patentado capaz de retener la cadena sin una guía. El desviador trasero para el grupo era igualmente revolucionario y utilizaba un paralelogramo que se movía solo lateralmente, una tecnología llamada X-Horizon, que ofrecía un cambio más preciso y una retención de cadena mejorada sobre los desviadores traseros convencionales.

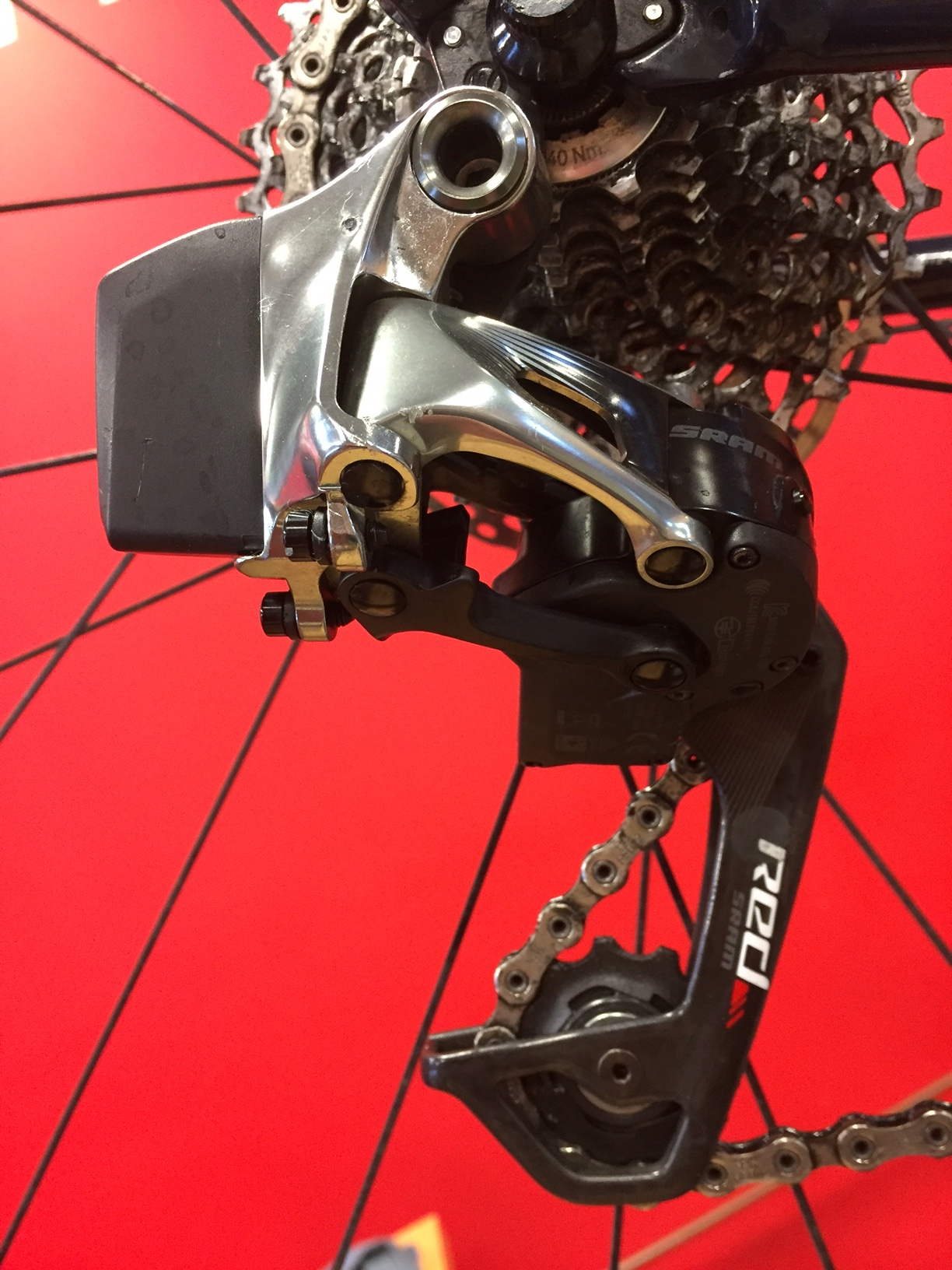
Desviador trasero SRAM RED eTap WiFLi (2017)

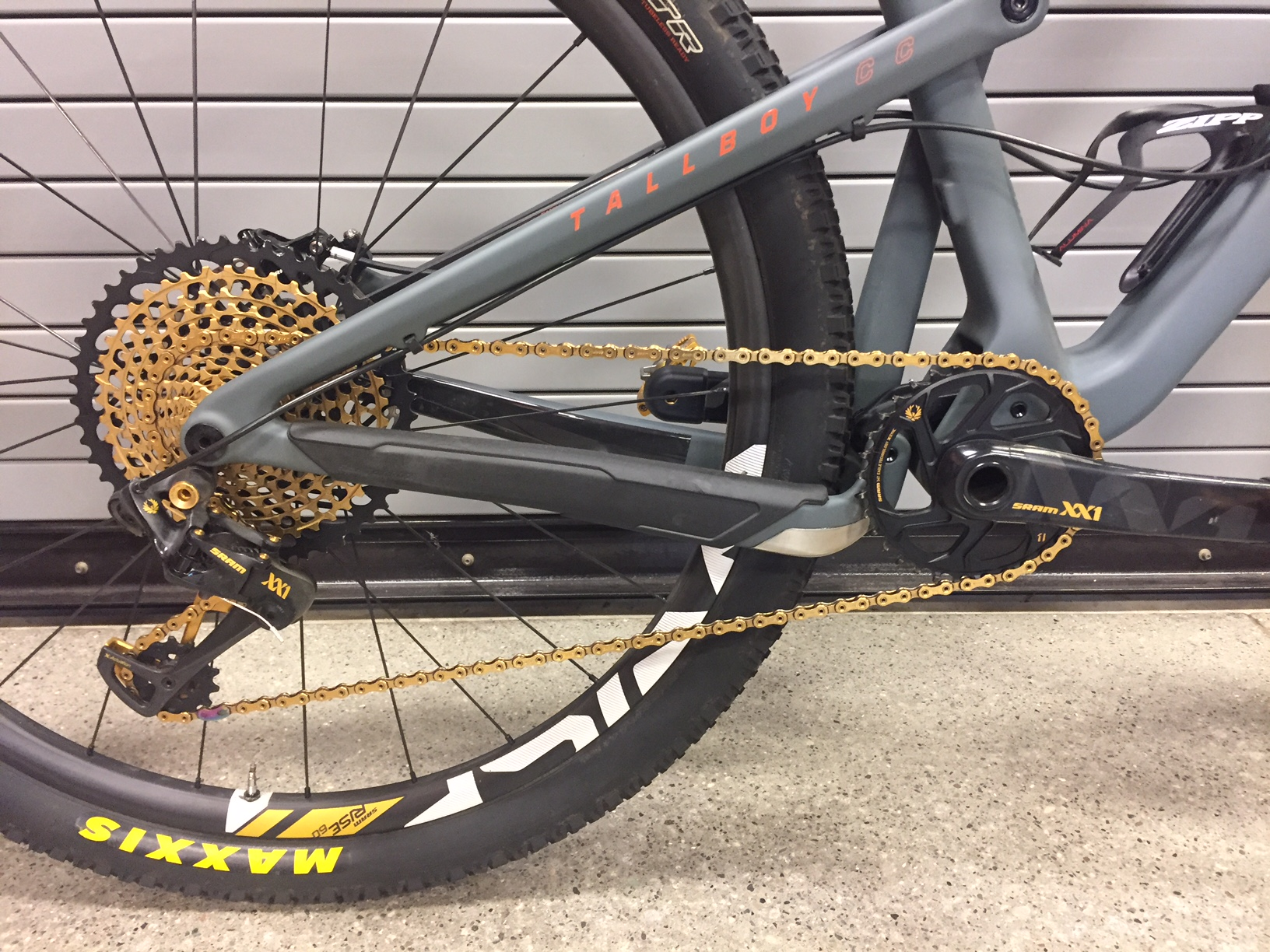
Cambio SRAM Eagle XX1

Para el año 2014, esta misma tecnología fue adaptada para su uso en bicicletas de ciclocrós con la introducción de SRAM Force CX1. El grupo se expandió en 2015 para usar platos (de hasta 54 dientes) para otras aplicaciones como bicicletas TT/Tri, carretera y fitness. Con las aplicaciones ampliadas, SRAM simplificó la nomenclatura de la gama a Force 1. El mismo año, la compañía también desarrolló una opción de bicicletas de carretera 1x11 de precio más bajo pero con características similares, Rival 1.
En agosto de 2015, SRAM anunció que lanzaría su grupo electrónico inalámbrico de carreteras, SRAM RED eTap. El grupo utiliza desviadores con baterías autónomas para cambiar usando señales inalámbricas enviadas desde las palancas de cambio. Los beneficios del sistema incluyen un desplazamiento más preciso, una configuración más rápida y un menor mantenimiento en comparación con un mecanismo de cambio mecánico tradicional activado. SRAM RED eTap es actualmente el único sistema de cambio inalámbrico disponible y es el grupo electrónico más ligero disponible en el mercado. La empresa anunció en mayo de 2016 una versión de freno de disco hidráulico de su grupo de carreteras inalámbricas llamado SRAM RED eTap HRD.

## Patrocinio de eventos
SRAM ha realizado importantes esfuerzos para apoyar las carreras a través de patrocinios realizados en asociación con distintos promotores. Ejemplos de esto incluyen el Tour Amgen de California, Ironman, el Sea Otter Classic y Crankworks. También patrocina etapas específicas dentro de la carrera ATOC masculina.
SRAM patrocina numerosos eventos profesionales de Ironman, incluyendo los Campeonatos Nacionales de Estados Unidos, Campeonatos de Europa y Campeonatos del Mundo, así como del Sea Otter Classic en Monterrey, California. También participa en el festival Crankworks celebrado en el Whistler Bike Park en la Columbia Británica, Canadá.

## Triatlón
A finales de los años 1980 y principios de los 1990, los cambios SRAM fueron rápidamente adoptados por los triatletas, porque permiten a los ciclistas cambiar de marcha sin quitar las manos del manillar. La empresa patrocina una serie de triatletas, entre ellos el campeón del Mundo de Ironman, Jan Frodeno. Otros destacados atletas patrocinados por SRAM son Sebastien Kienle, Javier Gómez Noya, Marinda Carfrae, Alistair y Jonathan Brownlee, Caroline Steffen, Jordan Rapp y Non Stanford.

## Ciclismo femenino

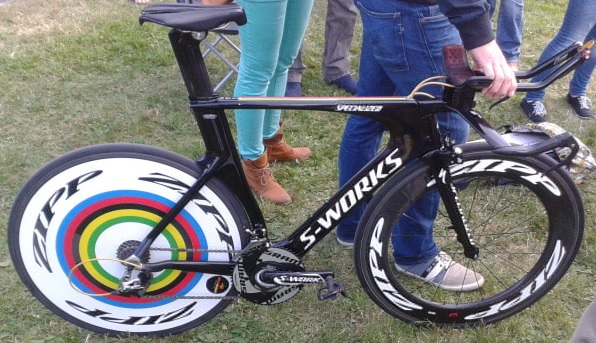
Bicicleta SRAM de la campeona del mundo Ellen van Dijk (2014)

La compañía fabrica componentes adaptados a la fisionomía de las mujeres, como el cambio Reach Adjust, WiFLi (una amplia gama de opciones de engranajes de carretera), los pedales Quarq disponibles en hasta 162,5 mm de longitud, y el manillar Zipp de 38 cm de ancho. La compañía también patrocina a muchos de los mejores equipos del Campeonato Mundial Femenino, incluyendo a los Campeones Mundiales 2015 de la UCI: CANYON//SRAM Racing, Boels-Dolmans Cycling Team, Twenty20 p/b SHO-AIR, y Rally Cycling Team.

## Marcas
Sus marcas propias incluyen a Rockshox, Truvativ, Sachs, Avid y Zipp.

## Componentes de bicicleta Sachs
En noviembre de 1997, SRAM adquirió Sachs Bicycle Components, que incluye una importante línea de producción de engranajes en su momento propiedad de Mannesmann Sachs AG, una unidad del grupo alemán de telecomunicaciones Mannesmann AG. Sachs tenía 1250 empleados y unos ingresos anuales de más de 125 millones de dólares. En 2015 la antigua fábrica de Sachs Schweinfurt fue convertida para ser utilizada como centro de investigación y desarrollo de SRAM, así como almacén para la distribución europea. La producción se trasladó a Taiwán. El resto de la empresa Sachs (ZF Sachs) es ahora propiedad de ZF Friedrichshafen AG. ZF Sachs se ocupa principalmente de piezas para vehículos motorizados.

## RockShox
SRAM compró RockShox el 19 de febrero de 2002. Fueron una de las primeras empresas en introducir una horquilla de suspensión de bicicleta a medida de cada consumidor. Los departamentos de marketing y ventas se trasladaron a Chicago, mientras que el desarrollo de productos se mantuvo en Colorado Springs. Una fábrica de SRAM en Taichung, Taiwán, se adaptó a la producción de RockShox después de la adquisición. RockShox es responsable de producir suspensiones de bicicleta, incluyendo horquillas de suspensión delantera tanto para ciclismo de montaña (MTB) y carretera, suspensión trasera, mandos a distancia de bloqueo de la suspensión, productos de mantenimiento y una sillín de altura ajustable llamado Reverb.

## Avid
El 1 de marzo de 2004, SRAM compró Avid, un conocido diseñador y fabricante de componentes de freno de bicicleta. Su línea actual incluye frenos de disco mecánicos, frenos de llanta, palancas, cables y productos de mantenimiento para una gama de usos incluyendo MTB y ciclocrós. También producen frenos de disco para bicicletas de carretera. Al igual que con RockShox, el desarrollo de productos Avid continuó en Colorado Springs, mientras que las divisiones de publicidad y ventas se trasladaron a Chicago.

## Truvativ
SRAM compró Truvativ en 2004, proporcionando a SRAM una línea de bielas, soportes inferiores, manillares, vástagos, pedales, sillines y sistemas de retención de cadenas. Esto permitió que SRAM ofreciera un tren de transmisión completo con los primeros grupos de carretera con la marca SRAM, que fueron lanzados al año siguiente.

## Zipp
El 6 de noviembre de 2007, SRAM adquirió Zipp Speed Weaponry, una empresa de diseño y fabricación de ruedas de alta gama de carbono para el uso en bicicletas de carretera, pista y triatlón, así como otros componentes de alta gama, tales como manillares, potencias, tijas y otros accesorios. La compañía opera en Indianápolis, Indiana, y produce todas sus llantas de fibra de carbono en la fábrica estadounidense de la compañía.

## Quarq
En 2011, SRAM adquirió el fabricante de pedalieres con medidor de energía Quarq. Basado en Spearfish, Dakota del Sur, la empresa Quarq fue fundada por Jim y Mieke Meyer. La compañía es conocida por sus medidores de potencia basados en los pedales, pero se aventura en nuevas áreas con su producto Quarq Race Intelligence, un sistema de telemetría en vivo dirigido a promotores y oficiales de carreras, y medios de comunicación. Siguiendo el modelo establecido por otras adquisiciones de SRAM, Quarq opera fuera de su ubicación original en Spearfish.